# Méry-sur-Oise
Méry-sur-Oise är en kommun i departementet Val-d'Oise i regionen Île-de-France i norra Frankrike. Kommunen ligger i kantonen Saint-Ouen-l'Aumône som tillhör arrondissementet Pontoise. År 2022 hade Méry-sur-Oise 10 015 invånare.

## Befolkningsutveckling
Antalet invånare i kommunen Méry-sur-Oise
| Referens: INSEE |